# 阿塞拜疆电视台
阿塞拜疆电视台是阿塞拜疆首个电视频道，成立于1956年2月14日。一开始只是间断性的播出，到1980年代每天播放18小时，至2005年1月开始全天播出节目。1957年建成一座180米的电视塔，1996年启用了新电视塔。2004年起开始播放高清节目。该频道由阿塞拜疆国家电视和广播公司拥有，该公司还拥有阿塞拜疆体育电视和文化电视频道。2007年，因被发现与政府关系密切，AzTV加入欧洲广播联盟的申请被拒绝。该频道在每日开始播出时播放阿塞拜疆国歌。AzTV的节目主要包括新闻，脱口秀，纪录片，音乐表演和故事片。

## 覆盖范围
截至2014年3月，阿塞拜疆99.96％的人口能够通过无线电视、有线电视或卫星电视接收AzTV的节目，使其成为阿塞拜疆覆盖范围最大的电视频道。 
除了在国内播放外，AzTV还在互联网上进行国际广播，并通过卫星广播到欧洲、北美以及北非、中东和中亚的部分地区。